# Ла Грејнџ (Кентаки)
Ла Грејнџ (енгл. La Grange) град је у америчкој савезној држави Кентаки.

## Демографија
По попису из 2010. године број становника је 8.082, што је 2.406 (42,4%) становника више него 2000. године.
| Група             | 2000.         | 2010.         |
| Белци             | 5.068 (89,3%) | 6.752 (83,5%) |
| Афроамериканци    | 289 (5,1%)    | 383 (4,7%)    |
| Азијати           | 22 (0,4%)     | 51 (0,6%)     |
| Хиспаноамериканци | 202 (3,6%)    | 721 (8,9%)    |
| Укупно            | 5.676         | 8.082         |